# Innisfree (бренд)
Innisfree ( кор. 이니스프리) — південнокорейський косметичний бренд, заснований Amore Pacific у 2000 році. Назва бренду походить від вірша ірландського поета У. Б. Єйтса « Острів Озера Іннісфрі ». Innisfree має магазини в Південній Кореї, Гонконгу, Китаї, Японії, Тайвані, Сінгапурі, Малайзії, Таїланді, В’єтнамі, Індонезії, Філіппінах, Індії, США, Канаді, Австралії та Об’єднаних Арабських Еміратах.
Innisfree відомий завдяки своїм доступним цінам та концепції бренду, що наголошує на здорових і недорогих косметичних продуктах з інгредієнтами, отриманими з острова Чеджу, Південна Корея . 